# Petrophila tessimalis
Petrophila tessimalis is een vlinder uit de familie van de grasmotten (Crambidae), uit de onderfamilie van de Acentropinae. De wetenschappelijke naam van deze soort is voor het eerst gepubliceerd in 1926 door Harrison Gray Dyar Jr..
De soort komt voor in Mexico.